# Malenka tina
Malenka tina är en bäcksländeart som först beskrevs av William Edwin Ricker 1952.  Malenka tina ingår i släktet Malenka och familjen kryssbäcksländor. Inga underarter finns listade i Catalogue of Life.